# BIAD

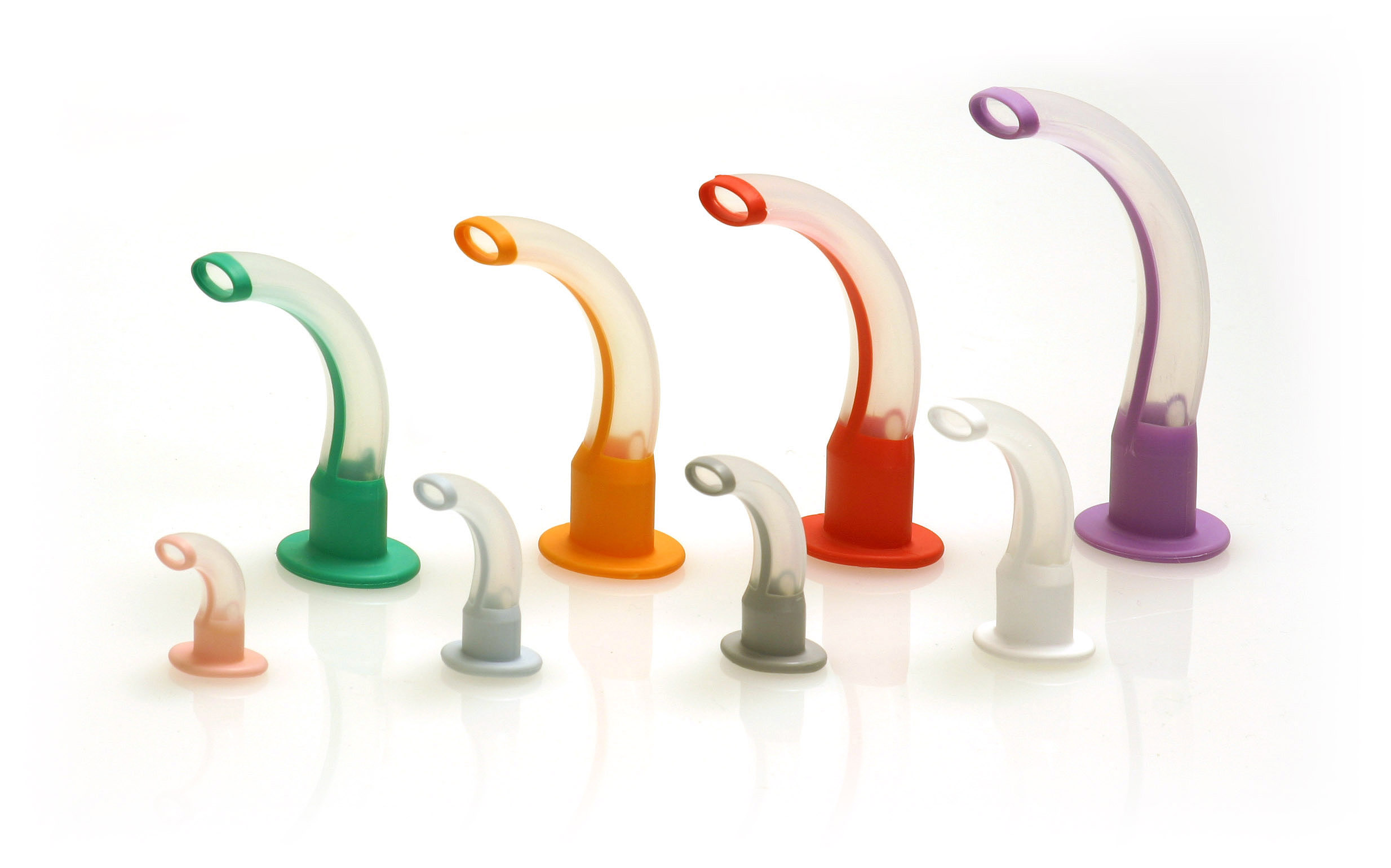
口咽頭エアウェイはBIADの一種である。

BIAD（blind insertion airway deviceの略）は気管チューブ以外の、気道確保に用いられる医療機器を意味する用語である。
患者の肺と外界の間の気道の開存性を維持し、誤嚥のリスクを低減し、声門が見えなくても設置することができる。すなわち、喉頭展開を必要としない。BIADは、病院前救護や救急医療で用いられることが多い。

## 用語
BIADを初めて論文で用いられたのは、2014年、Timothy Jamesらによる、イヌへの実験的な気道確保器具の報告であった。ヒトでは、2016年の、David A Pearsonらによる院外心停止に関する報告であったが、その中ではBIADはblind insertion airway device（盲目的に挿入するエアウェイ）の略語としてのみ定義され、明確な定義はなされていなかった。2018年のJ A March らは、気道確保に用いる器具として、口咽頭エアウェイ、BIAD、気管チューブを挙げた。主として、BIADはアメリカの病院前救護において、気管チューブ以外の気道確保器具を指すものとして集計・報告に用いられるようになってきている。

## 適応
BIADは、状況によっては盲目的挿入が可能であり、気管チューブの導管としてBIADを用いたり、ブジーやチューブエクスチェンジャーを用いて挿入することもできる。
BIADは気管チューブと比較して幾つかの欠点があり、誤嚥のリスクは高くなる。
BIADには以下のようなものがある。
- コンビチューブ（英語版）[7]
- EasyTube[7]
- ラリンジアルチューブ
- ラリンジアルマスク [7]
- 経鼻エアウエイ
- 口咽頭エアウェイ

## 画像ギャラリー

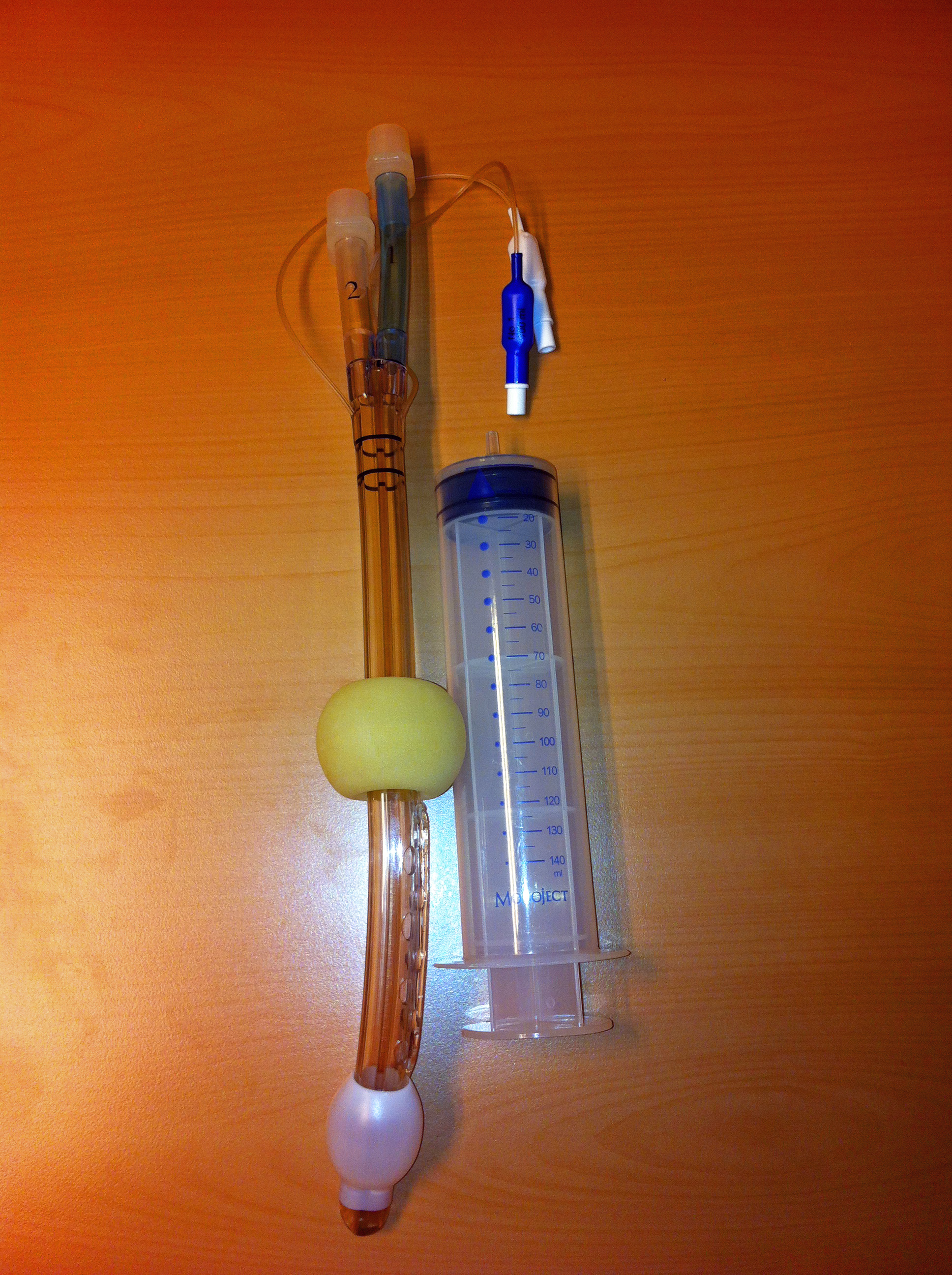
コンビチューブ（英語版）
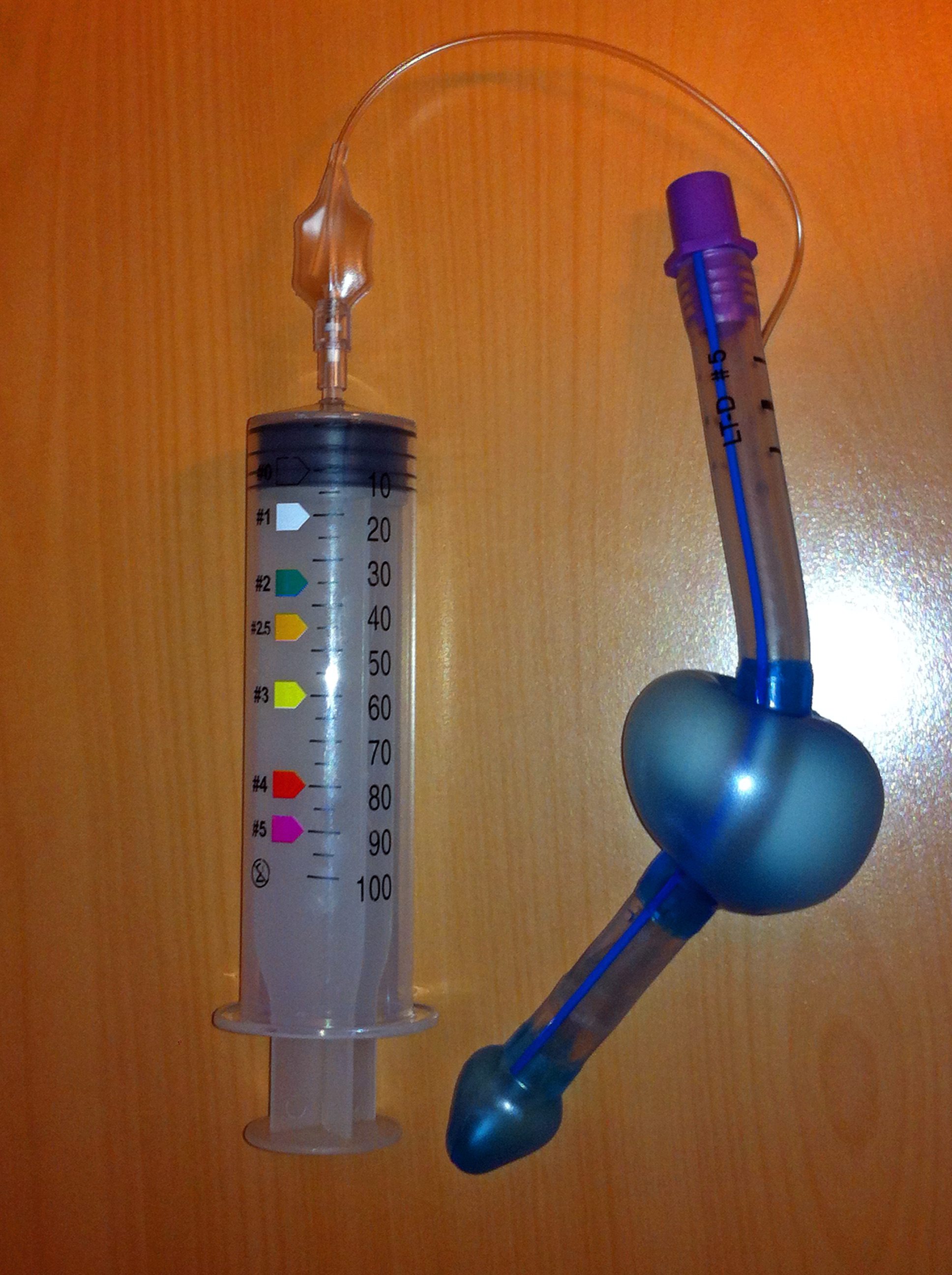
ラリンジアルチューブ
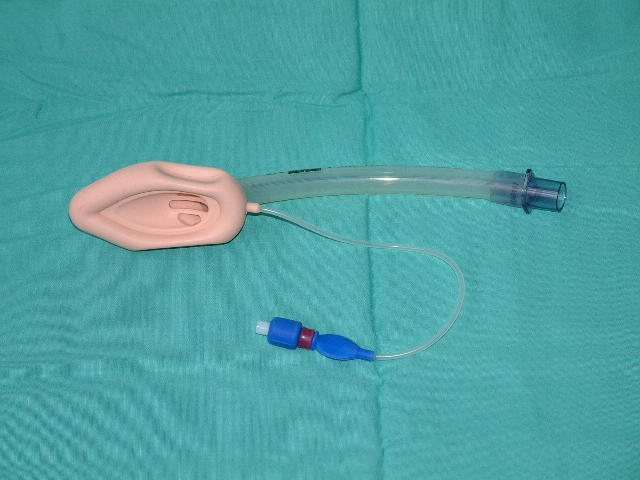
ラリンジアルマスク
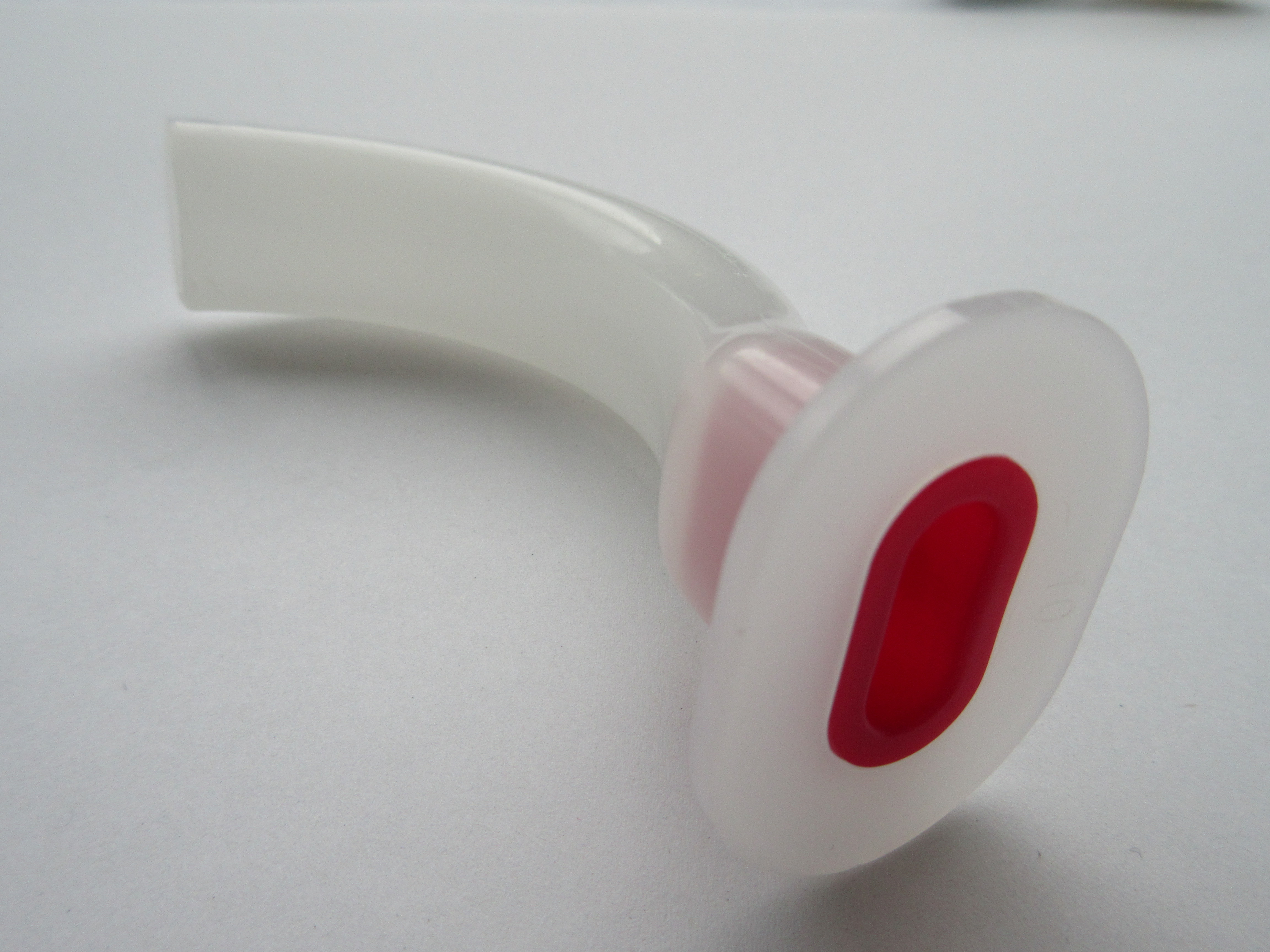
口咽頭エアウェイ
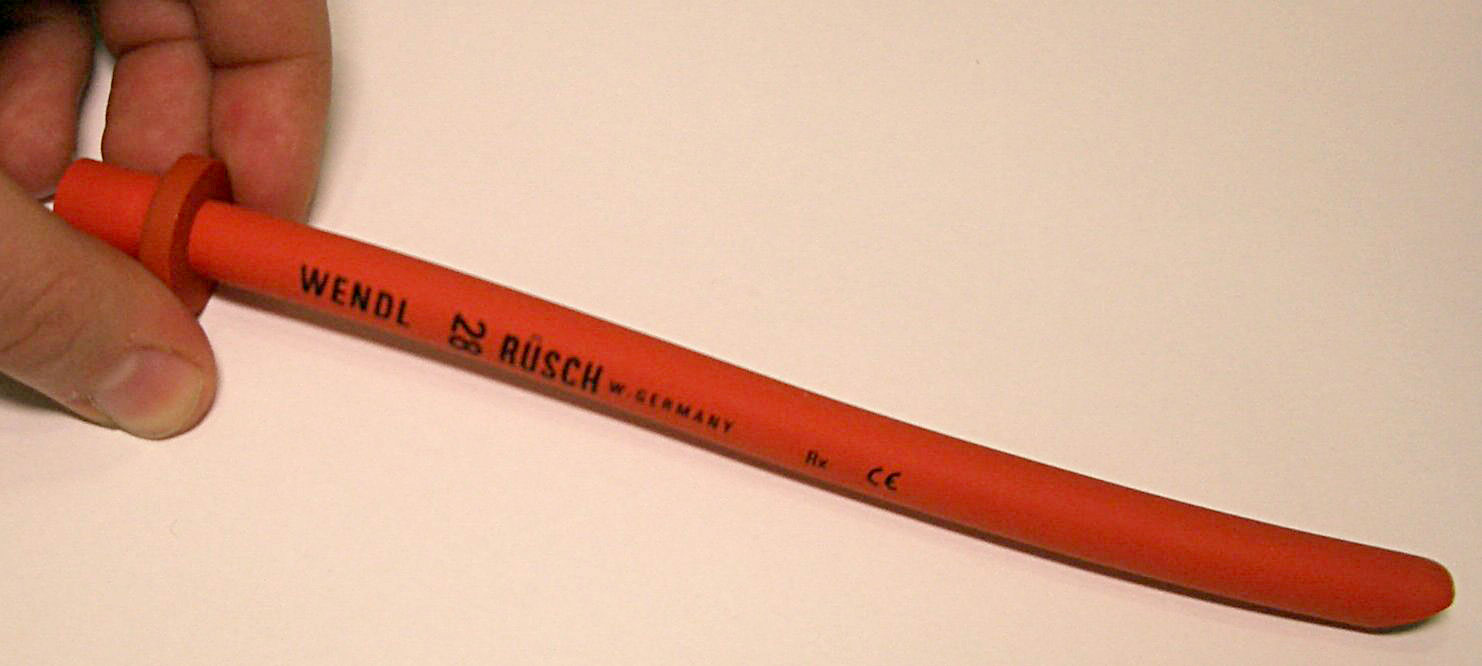
経鼻エアウエイ